# Harburger Schloßstraße

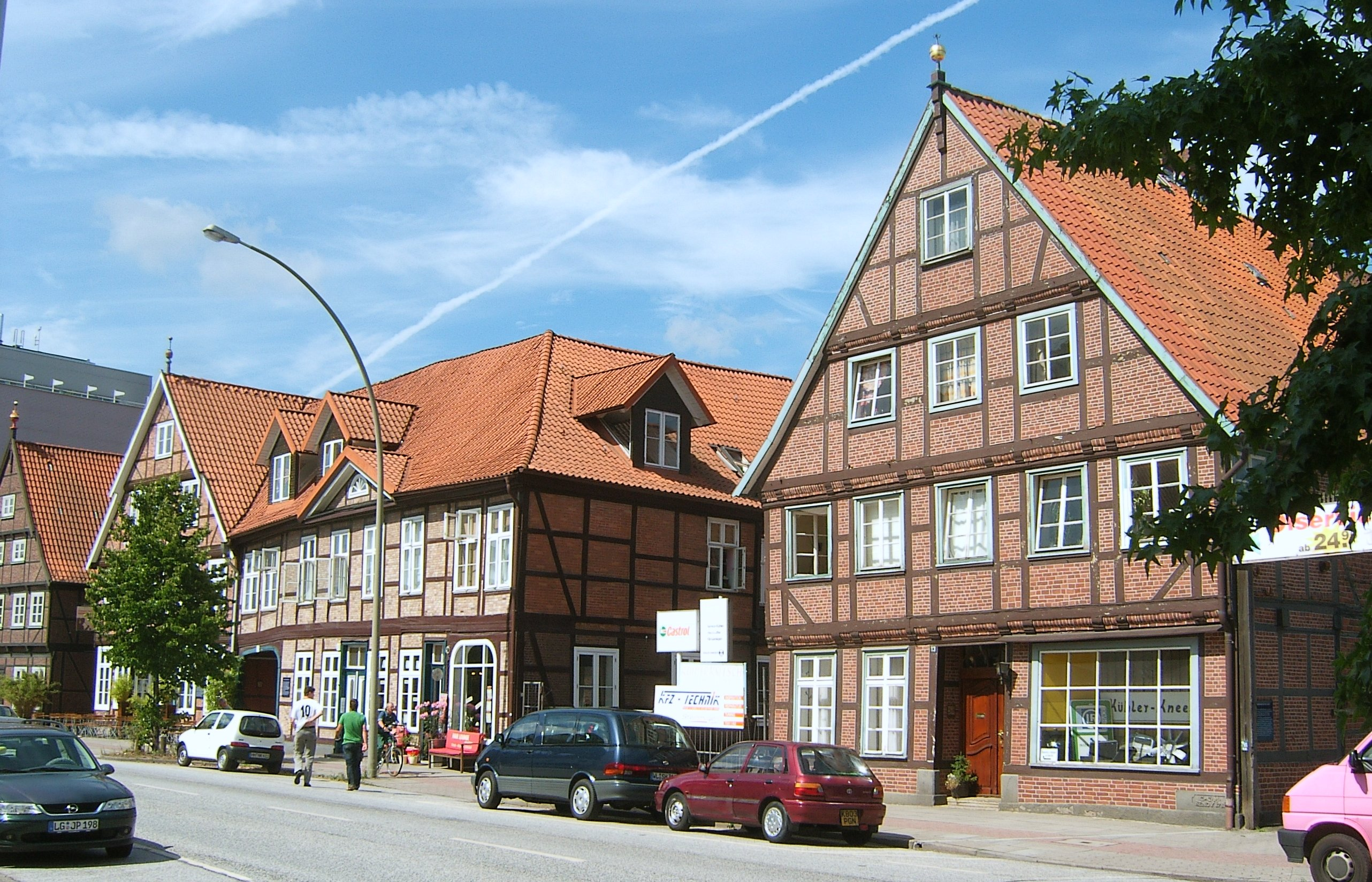
Harburger Schloßstraße, rechts das „Bornemannsche Haus“

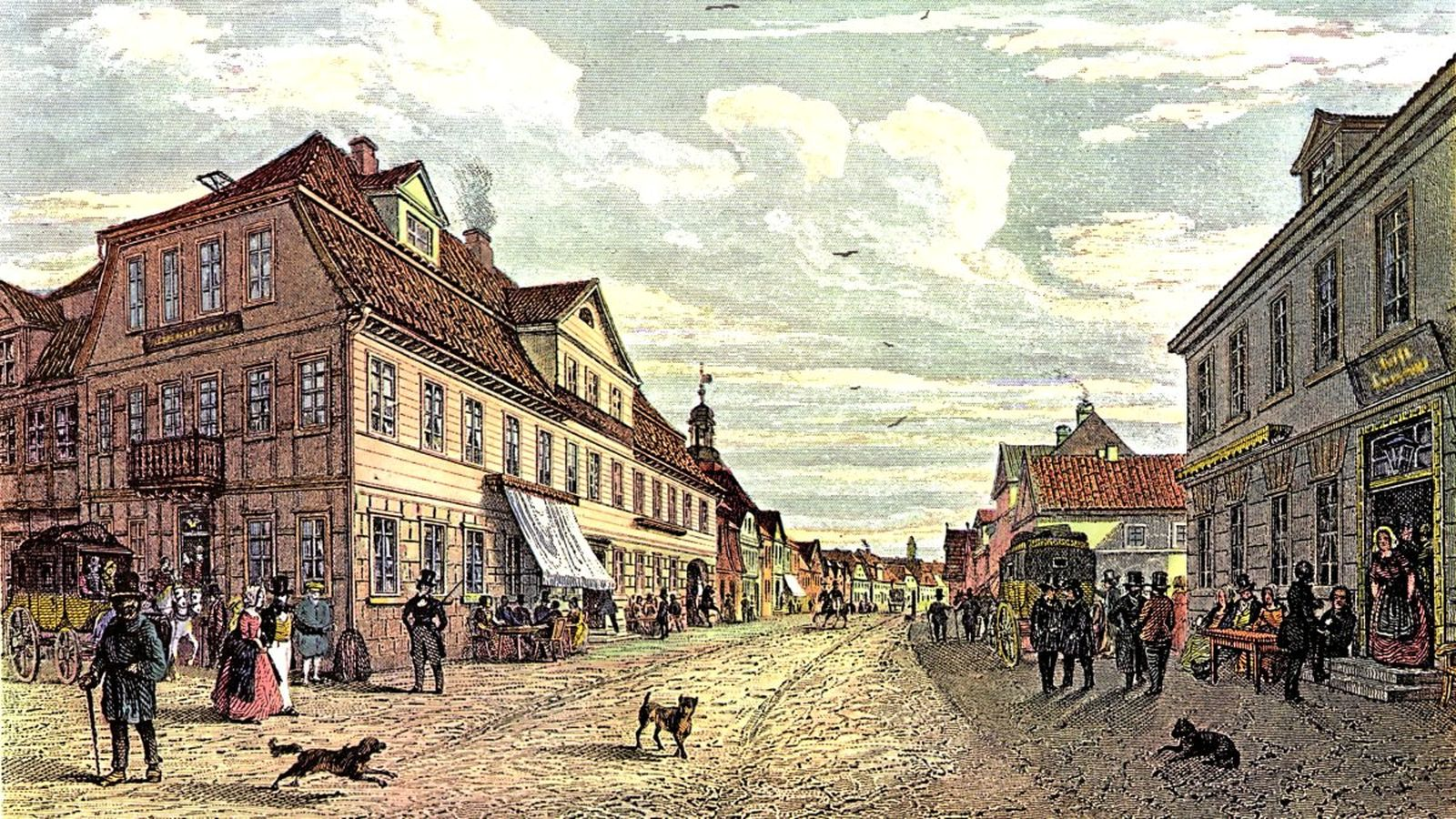
Harburger Schloßstraße um 1850, kolorierte Zeichnung von Carl Lill

In der Harburger Schloßstraße, heute im Hamburger Stadtteil Harburg, befinden sich zahlreiche Kulturzeugnisse der ehemals selbständigen Stadt Harburg-Wilhelmsburg. Die Straße hat eine Länge von etwa 350 m und verläuft in annähernd nordnordöstlicher Richtung vom Karnapp zum Kanalplatz. Die Straße war über viele Jahrhunderte eine der wichtigsten Verkehrsadern zwischen Hamburg, der Furt durch die Elbe in das südliche Umland.

## Archäologische Ausgrabungen

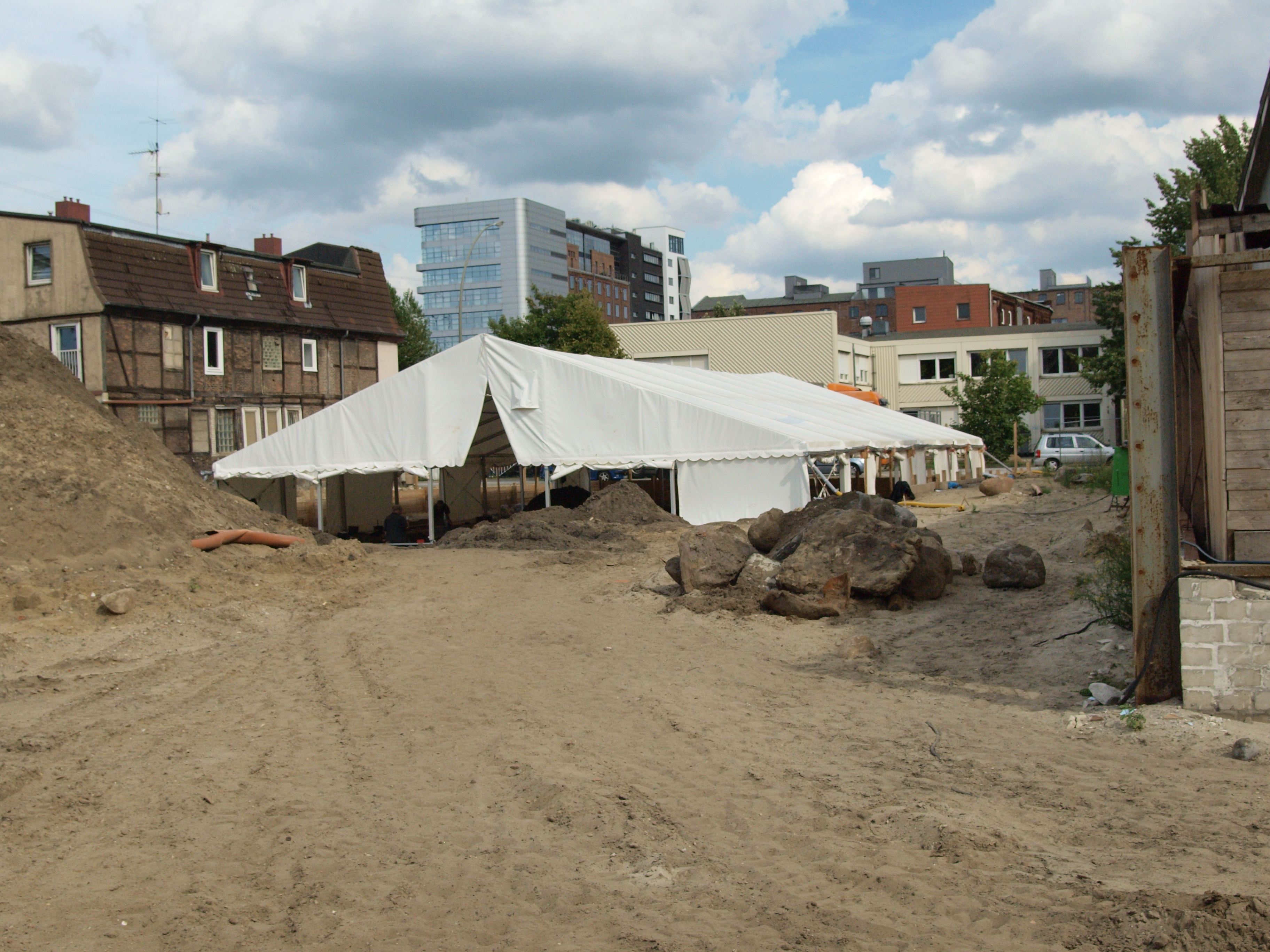
Grabungszelt der archäologischen Ausgrabungskampagne 2012

Seit 2002 führt das Archäologische Museum Hamburg Ausgrabungen an mehreren Grundstücken, im Vorfeld eines ab 2014 geplanten Neubebau eines Wohnviertels, durch. Diese Ausgrabung ist die größte Stadtkerngrabung auf Hamburger Stadtgebiet und gehört ebenfalls zu größten und ergebnisreichsten Stadtkerngrabungen Norddeutschlands. Bis zu einer Tiefe von 4,5 m wurden bisher zahlreiche Siedlungsschichten aus dem 13. Jahrhundert bis in die Gegenwart dokumentiert.
Im Nachgang zu den Ausgrabungen wurde 2017 im Erdgeschoss der Hausnummer 39 das Archäologische Fenster Harburg als Außenstelle des Archäologischen Museums Hamburg eröffnet. In drei Fenstern werden an Multimedia-Stationen Informationen zur Geschichte der ältesten Straße Harburgs und den Ausgrabungsergebnissen präsentiert. Den Besuchern wird über einen offenen WiFi-Zugangspunkt die Möglichkeit gegeben, ihr Feedback zu den Präsentationen über soziale Netzwerke zu teilen.

## Geschützte Baudenkmale
Die Denkmalschutzliste Harburgs verzeichnet mehrere Objekte in der Harburger Schloßstraße, darunter die Häuser Nr. 5 (früher 27, von ca. 1750, 1975 Abtragung und Wiederaufbau), Nr. 9 (fr.29),  Nr. 43 (um 1850) und Nr. 45.

### Bornemannsches Haus
Das Bornemannsche Haus, Hausnummer 13 (fr.31). Errichtet vermutlich um 1566 oder im 17. Jh. errichtet. Nach der Fassadeninschrift wurde es 1781 renoviert. 1813 kaufte Georg Ludwig Bornemann das Haus. Seine Textilfärberei und Blaudruckerei hatte bis zum Zweiten Weltkrieg hier ihre Fabrikations-, Verkaufs-, Kontor- und Lagerräume. Die alten Blaudruck-Model befinden sich heute im Bestand des Archäologischen Museums Hamburg.

### Gasthaus Goldener Engel
Hausnummer 7 (fr.28) Das Haus entstand um 1742/43 als  Gasthaus „Goldener Engel“. Die Angabe 1613 am Gebäude bezieht sich vermutlich auf den Vorgängerbau.

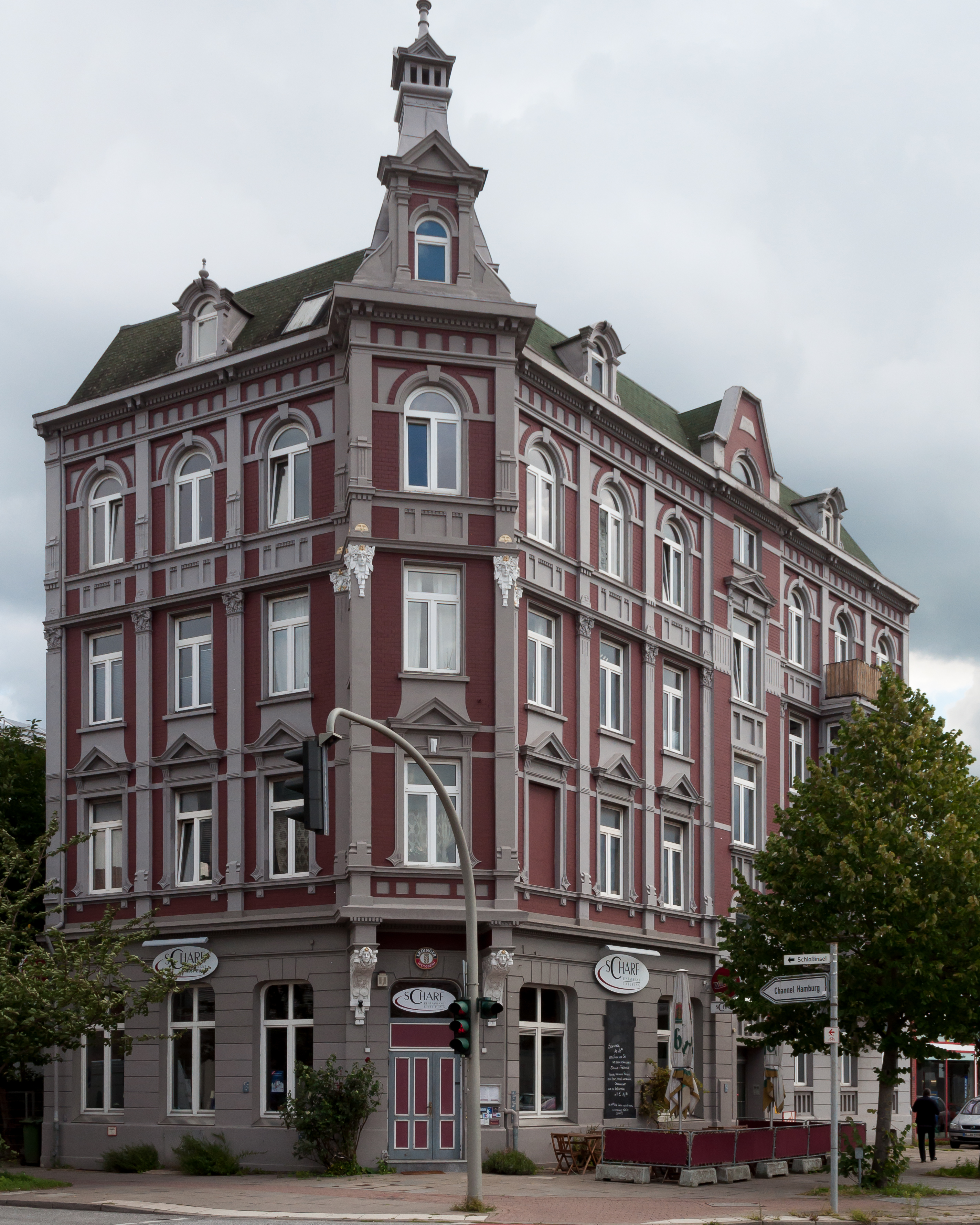
Nr. 2, Wohngeschäftshaus von 1902
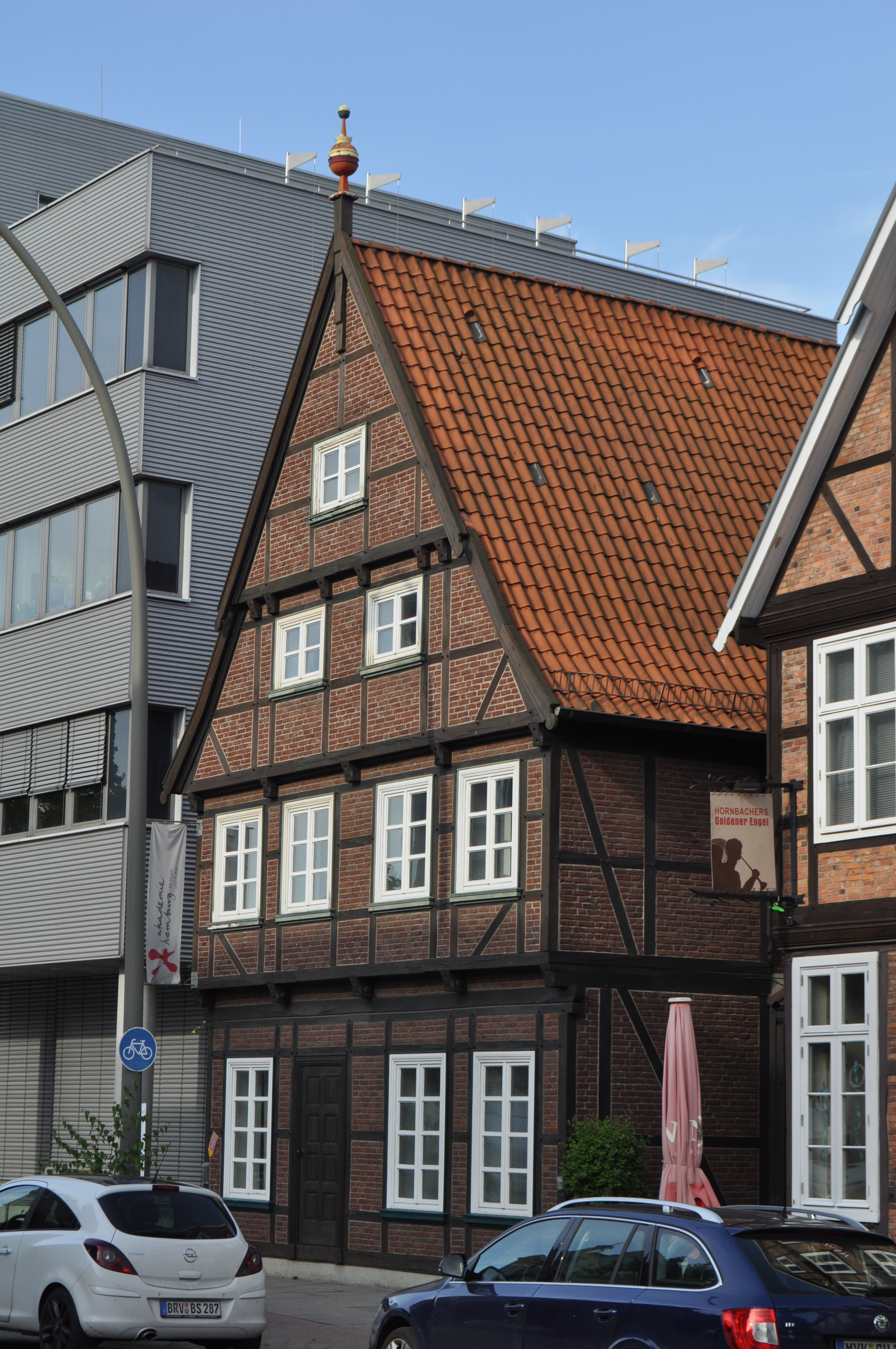
Nr. 5, um 1750, 1975 abgetragen und wieder aufgebaut
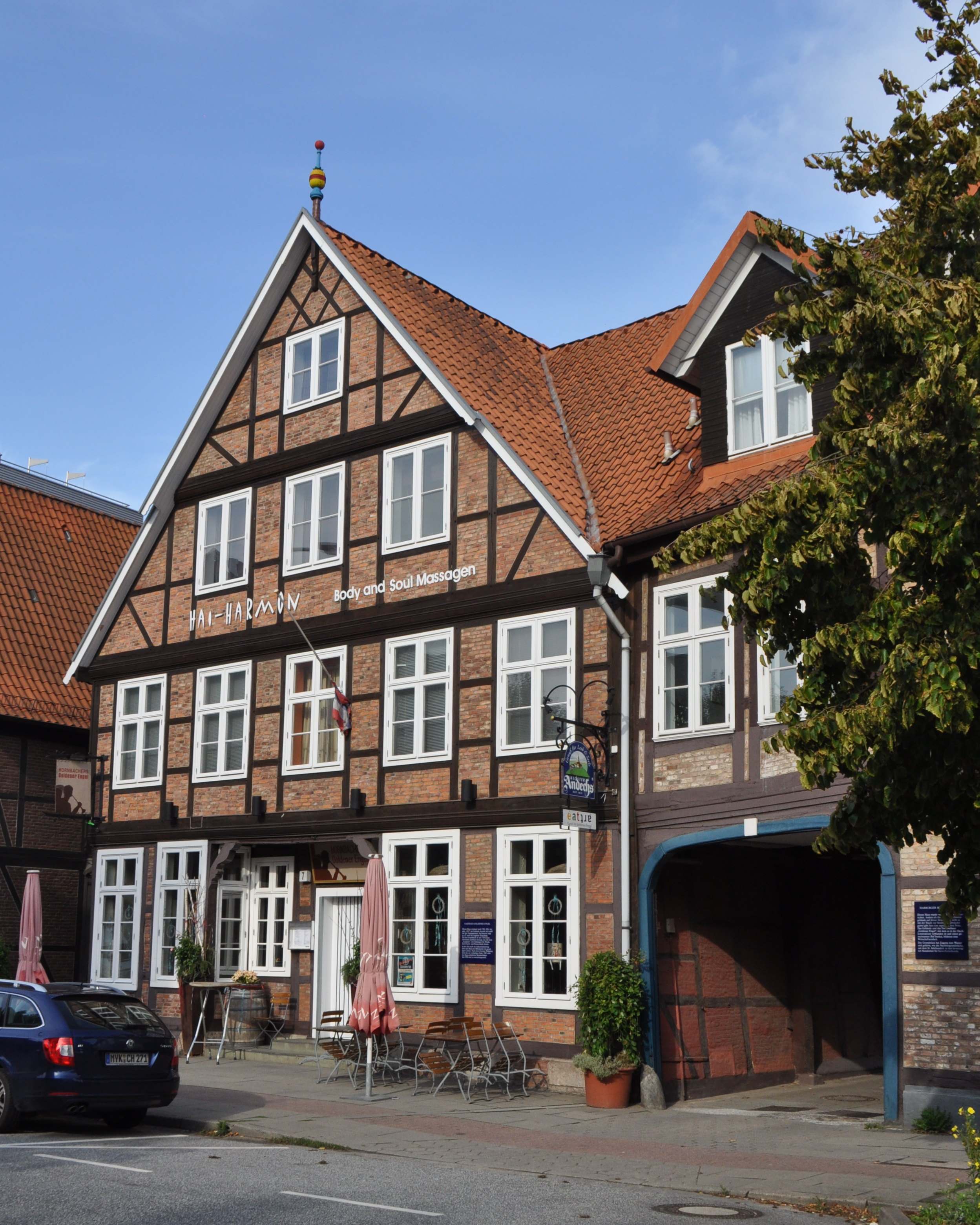
Nr. 7, Ehemaliges Gasthaus Goldener Engel von 1742/43
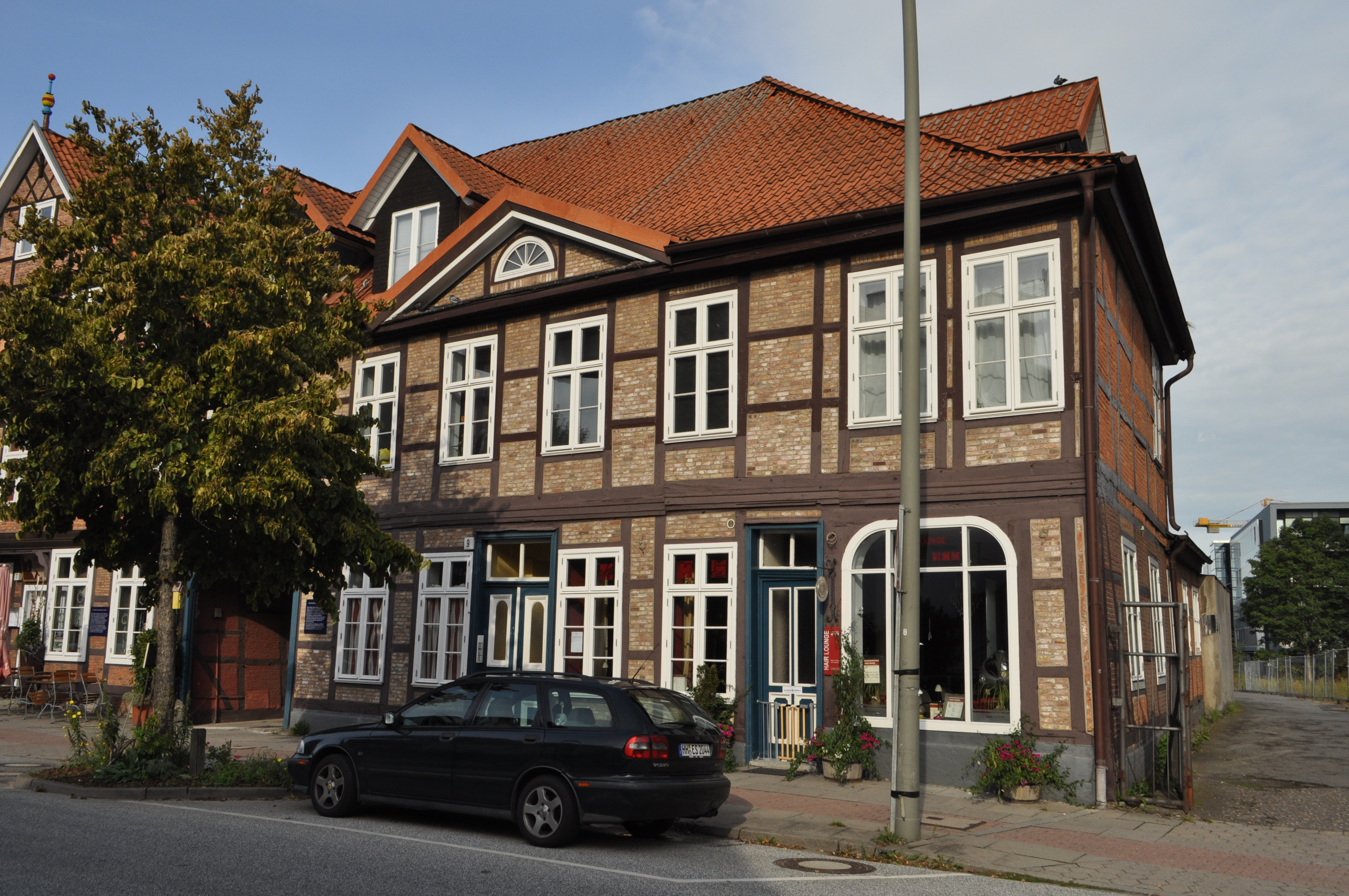
Nr. 9, Wohngebäude von 1828
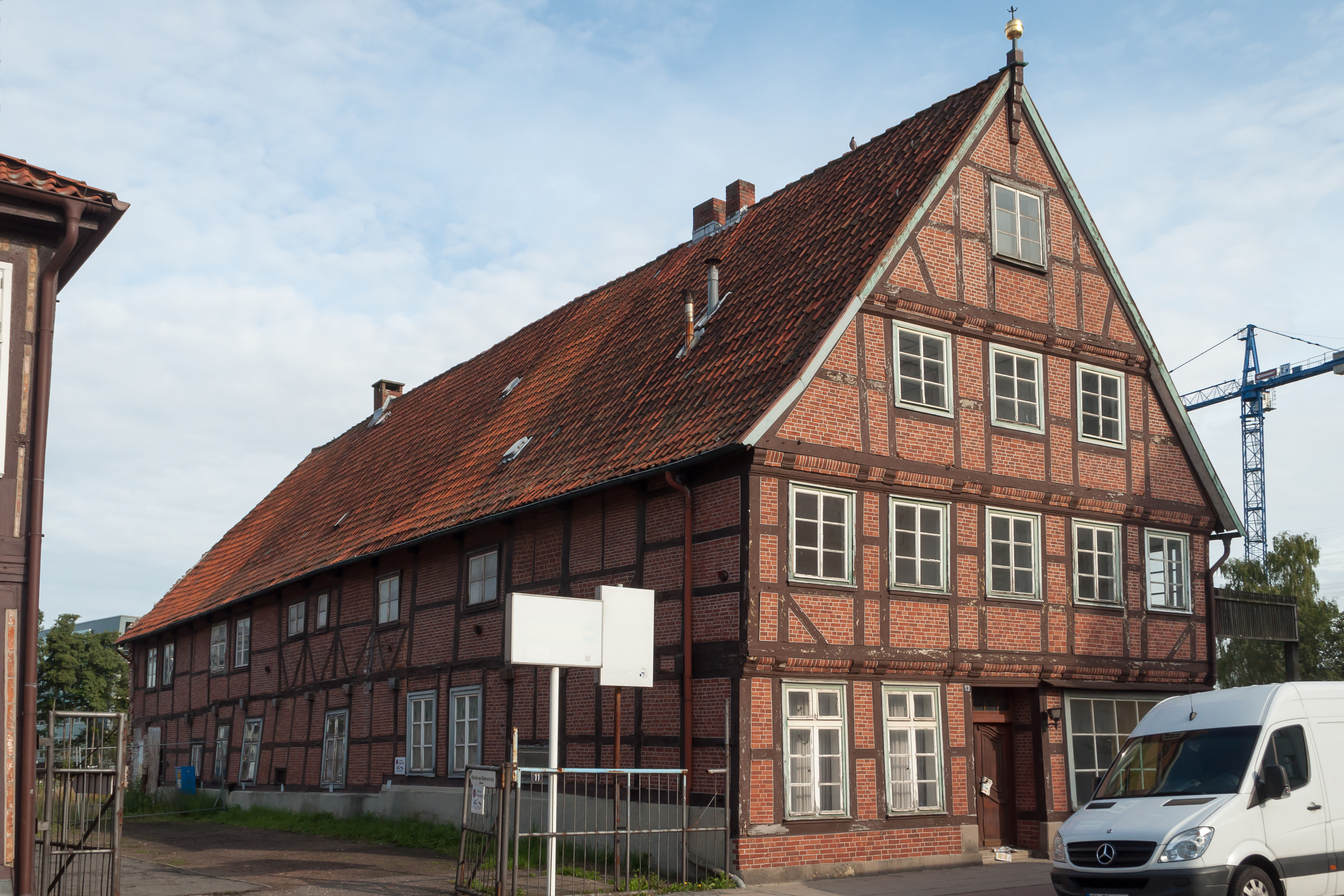
Nr. 13, Bornemannsches Haus, 17. Jh.
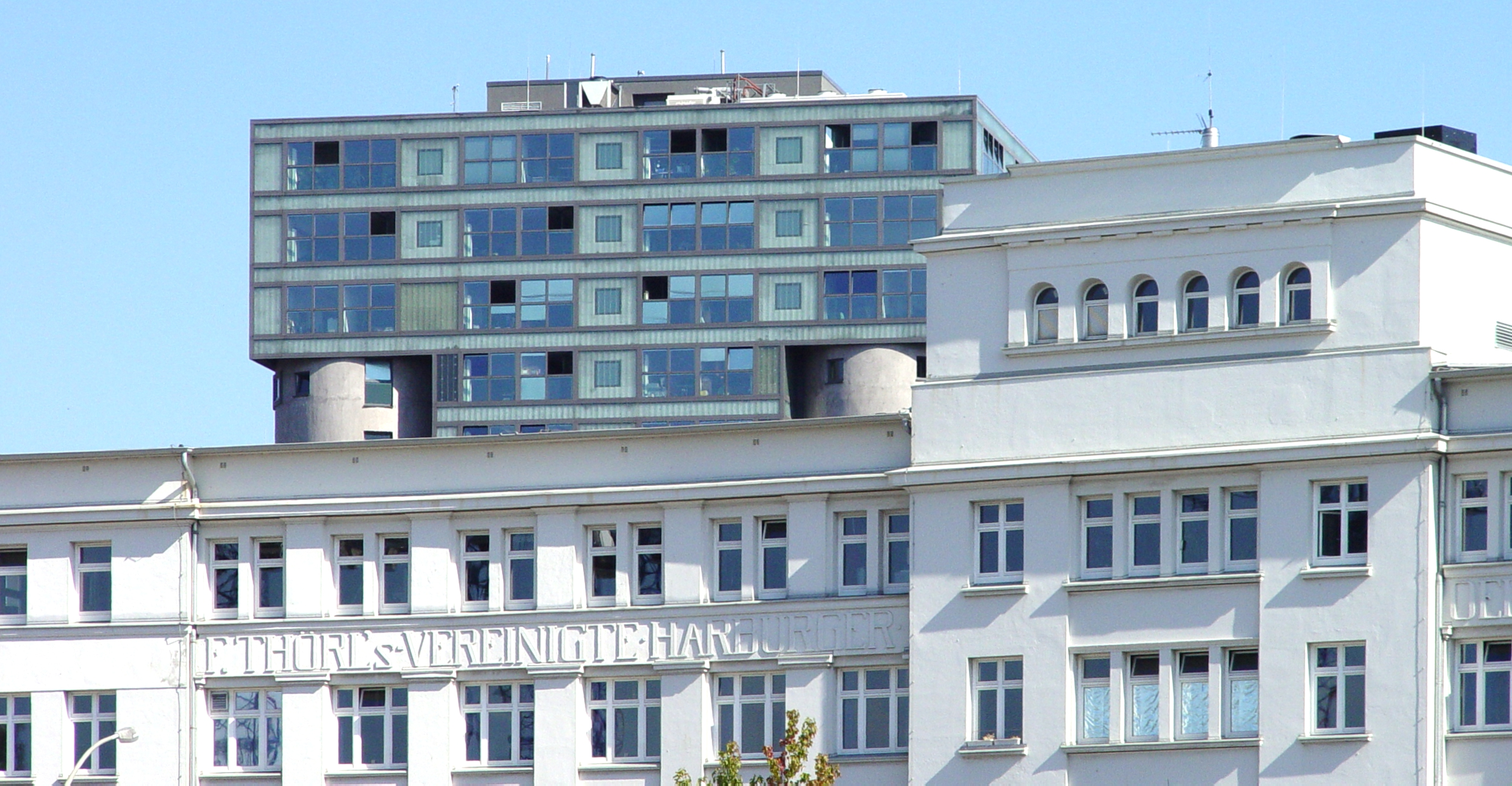
Nr. 20, ehemaliger Verwaltungsbau F. Thörl von 1920 (Vordergrund)
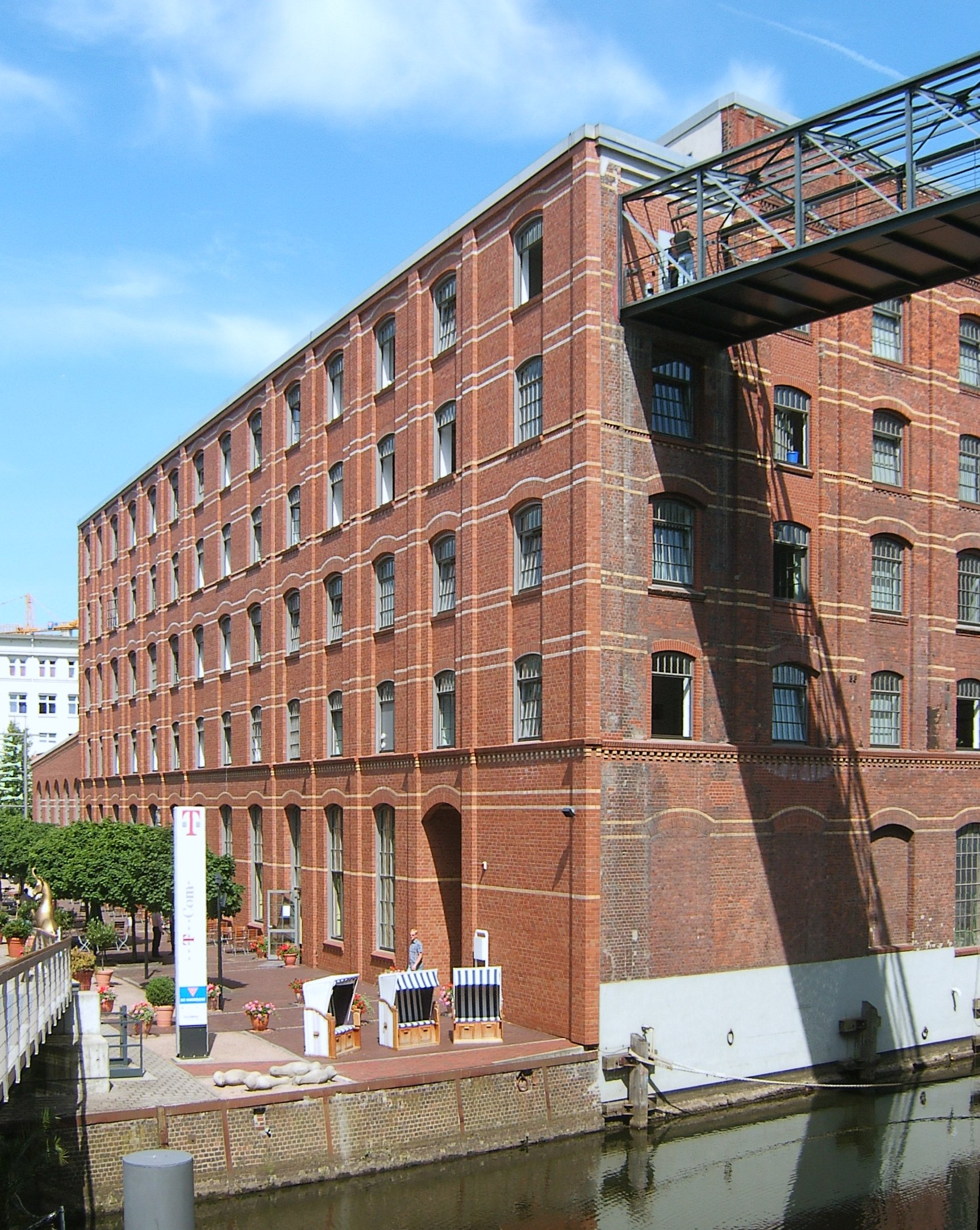
Nr 22a, Speicher, 1878–94
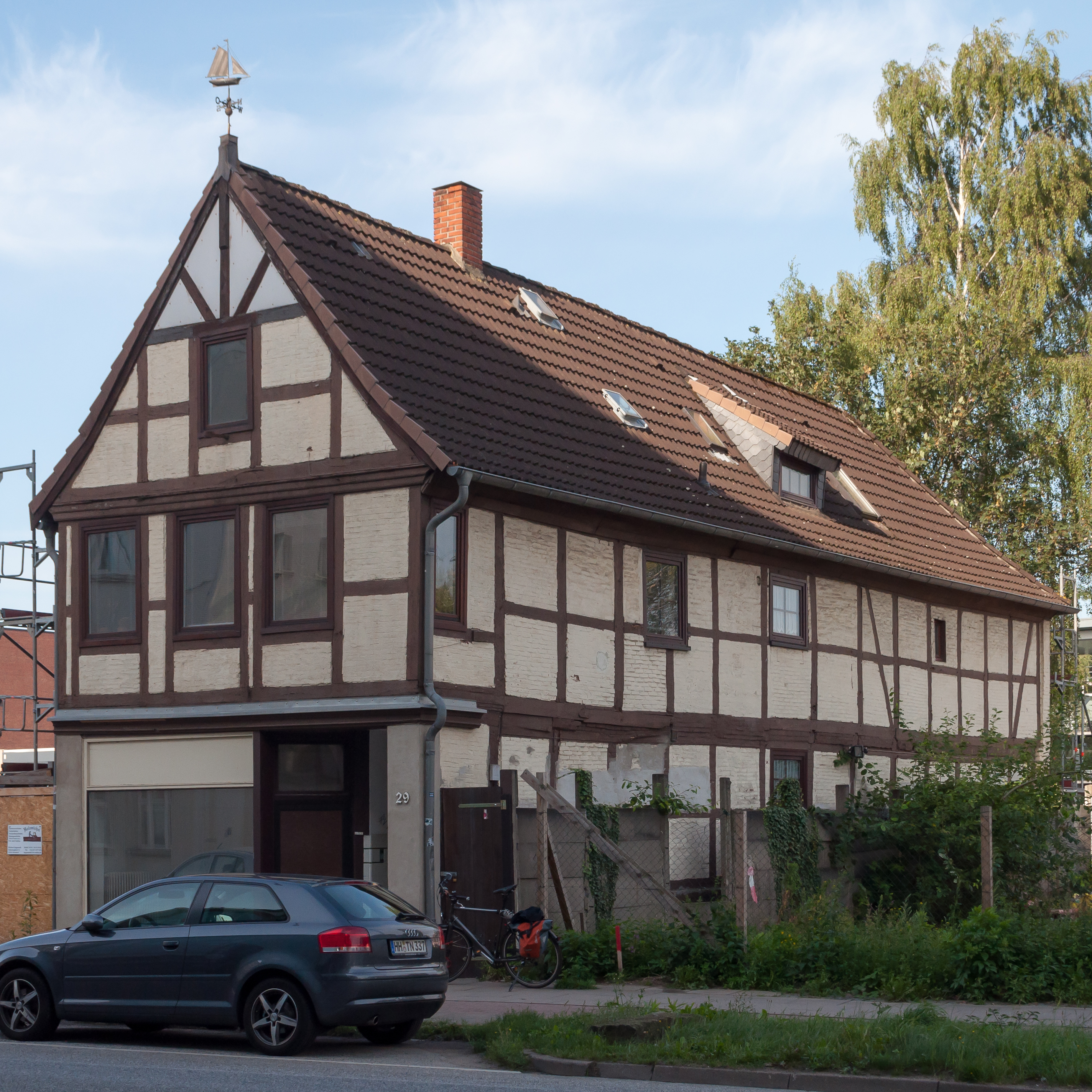
Nr. 29, Wohngebäude, ca. 18. Jh.
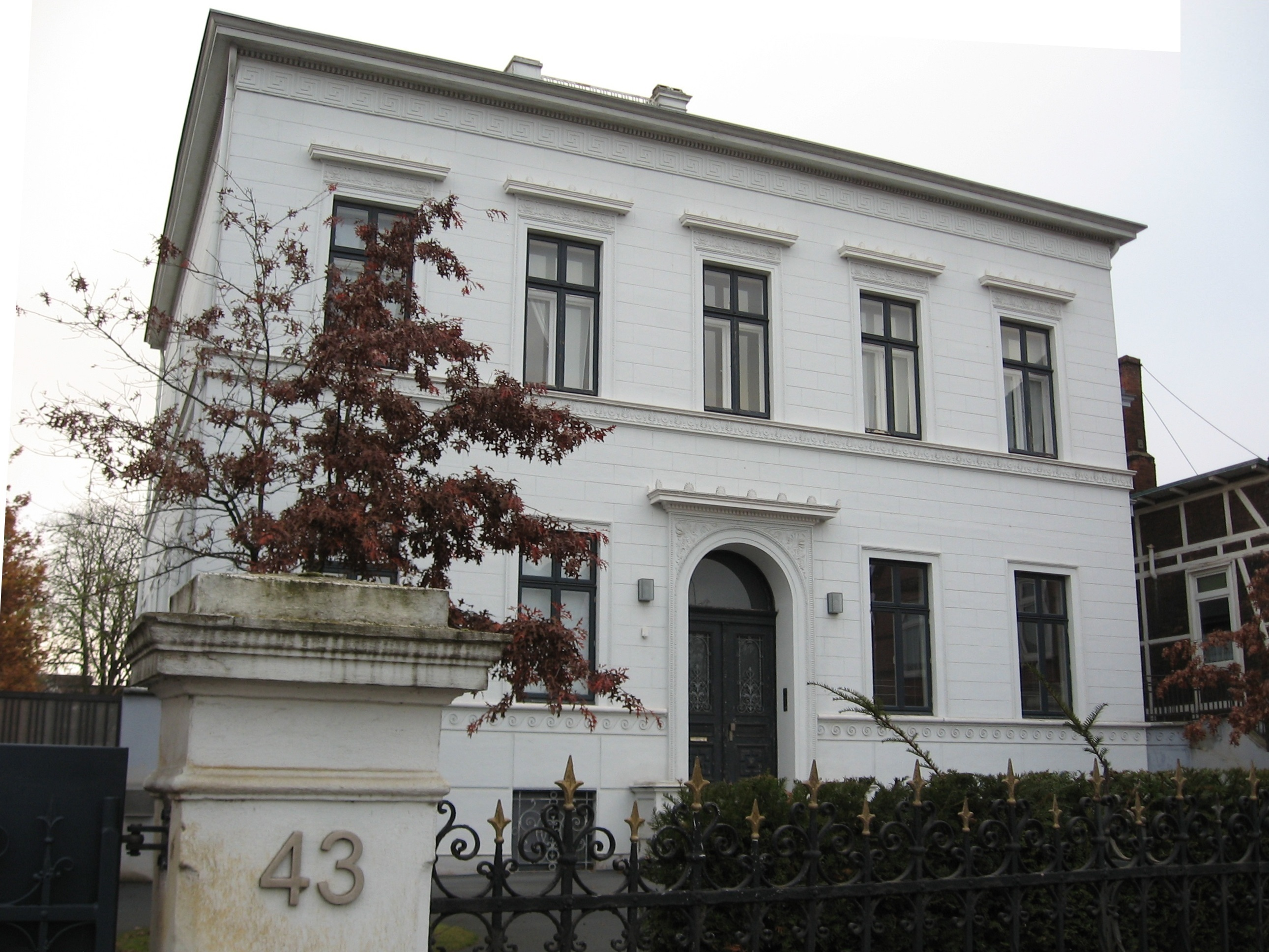
Nr. 43, Villa mit Einfriedung, Mitte 19. Jh.
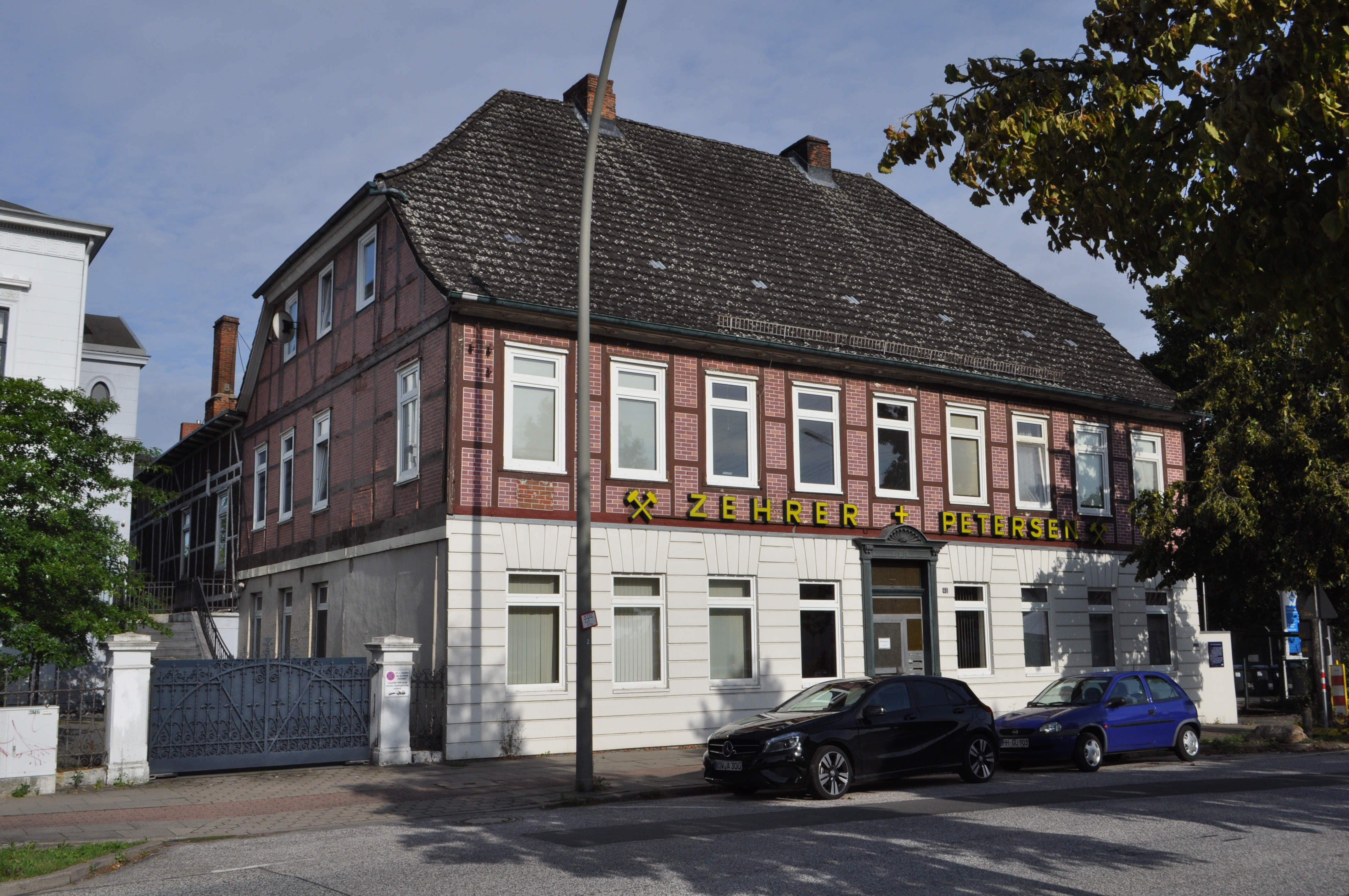
Nr. 45, Ehemaliges Gasthaus, frühes 19. Jh.